# 4차산업혁명위원회
4차산업혁명위원회는 4차산업혁명을 위해 문재인 정부에서 만든 위원회이다. 윤석열 정부에서 디지털플랫폼정부위원회로 대체되었다.

## 역대 민간 위원장
- 윤성로